# Fangchenggang
Fangchenggang (chinesisch 防城港市, Pinyin Fángchénggǎng Shì; Zhuang Fangzcwngzgangj Si) ist eine Stadt im Süden des Autonomen Gebiets Guangxi der Zhuang-Nationalität in der Volksrepublik China.

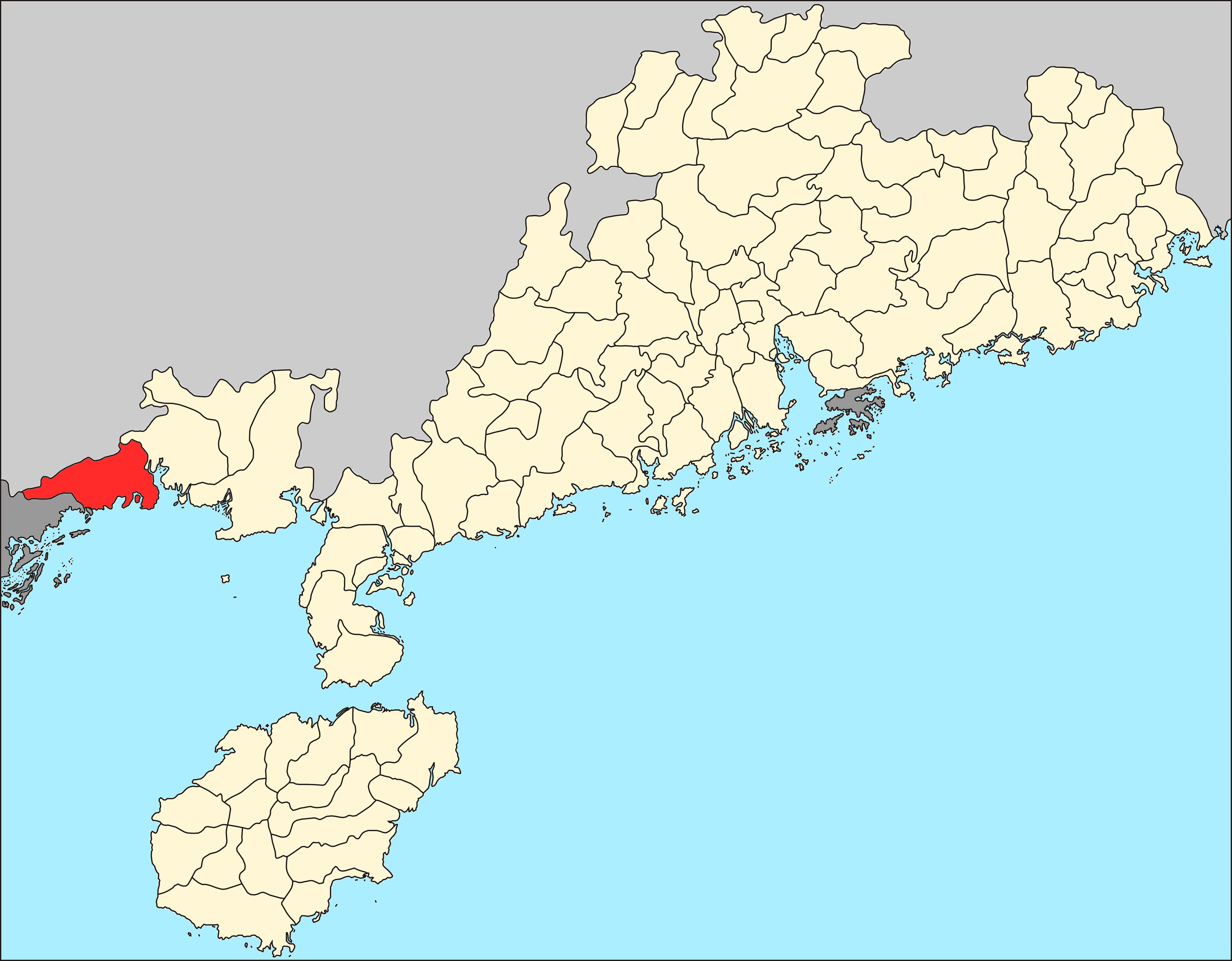
Lage des damaligen Kreises Fangchenggang in der Provinz Guangdong in ihren Grenzen von 1946

Historisch gehörte Fangchenggang zur Provinz Guangdong. Um der Provinz Guangxi einen Zugang zum Meer zu ermöglichen, wurde der Kreis zusammen mit den benachbarten damaligen Kreisen Hepu, Qin und Lingshan 1952 bis 1955 und erneut ab 1965 von Guangdong an Guangxi abgetreten.

## Administrative Gliederung
Die bezirksfreie Stadt Fangchenggang setzt sich aus zwei Stadtbezirken, einer kreisfreien Stadt und einem Kreis zusammen. Diese sind:
- Stadtbezirk Gangkou – 港口区 Gǎngkǒu Qū;
- Stadtbezirk Fangcheng – 防城区 Fángchéng Qū;
- Stadt Dongxing – 东兴市 Dōngxīng Shì;
- Kreis Shangsi – 上思县 Shàngsī Xiàn.